# Acronicta cinerea
Acronicta cinerea là một loài bướm đêm thuộc họ Noctuidae. Loài này được tìm thấy ở miền bắc Đức, Ba Lan, Slovakia, Cộng hòa Séc, Các nước Baltic, miền nam Phần Lan, Belarus, Ukraina, miền tây Nga đến Uralsk và Guberli.